# Río Alia

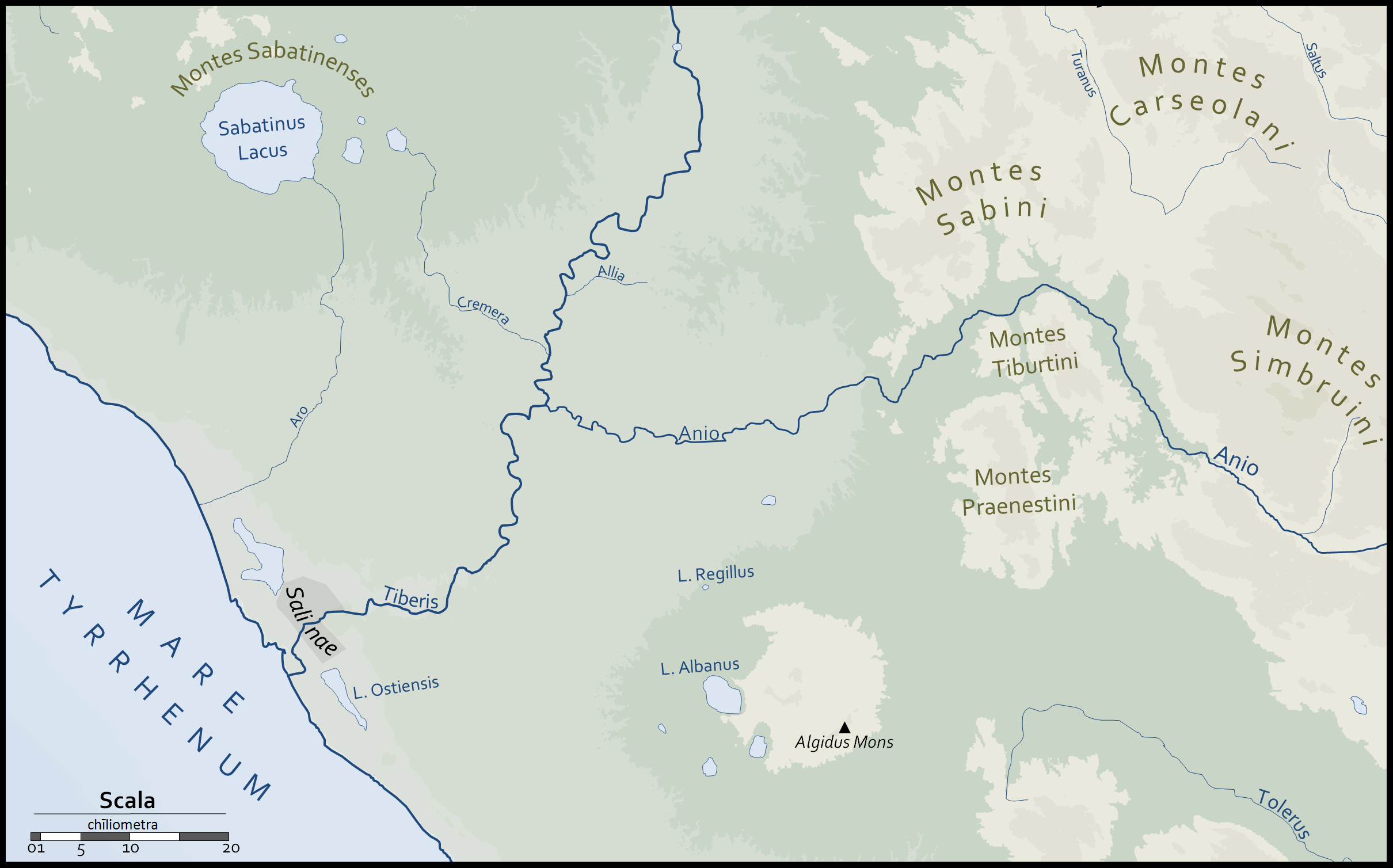
Mapa político Rio Alia.

El Alia (Allia, en italiano) es un pequeño arroyo de la parte central de Italia que desemboca en el río Tíber. Situado a unos 17,5 km de Roma, en sus riberas tuvo lugar la batalla de Alia, en la que los romanos fueron derrotados por los galos, bajo el mando de Breno, en el 387 a. C. (o 390, según la datación tradicional).
- Datos: Q369581
- Multimedia: Allia / Q369581